# Руки Орлака (фильм, 1960)
Руки Орлака (англ. The Hands of Orlac) — британско-французский научно-фантастический фильм ужасов 1960 года. Экранизация одноимённого романа Мориса Ренара.

## Сюжет
Известный пианист Стивен Орлак проходит хирургическую операцию на руках после того, как стал жертвой авиакатастрофы. Через несколько месяцев он понимает, что больше не в состоянии играть так, как раньше, и в конце концов убеждает себя, что чужие руки были привиты вместо его собственных. Обезумевший, он бежит, остановившись на Лазурном Берегу в компании своей невесты Луизы. Поселившись в марсельском отеле, он становится добычей пары, певицы Ли-Ланг и ее любовника Нерона.